# ノア・カリナ

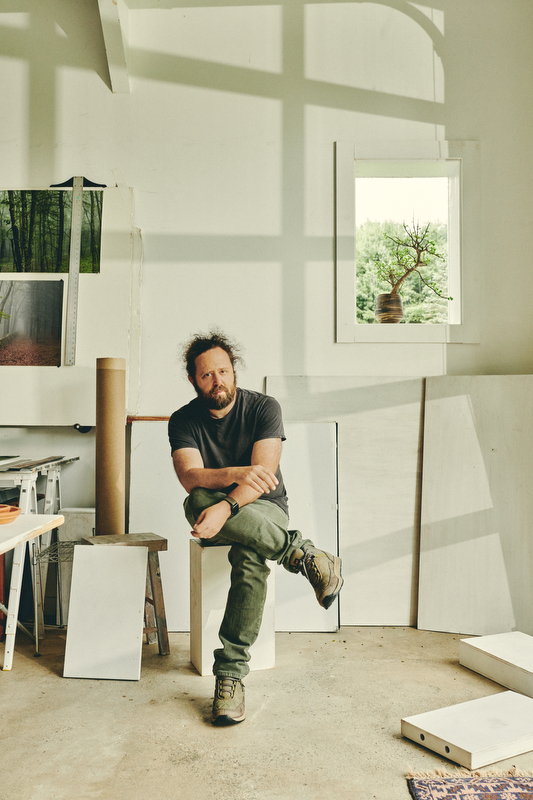
Noah Kalina 2021

ノア・カリナ（Noah Kalina, 1980年7月4日 - ）はニューヨーク在住の写真家。

## 人物
2006年の後半に"everyday (Noah Takes a Picture of Himself Everyday for 6 Years)"と題したヴィデオをインターネット上で公開するや評判を呼び、有名になった。
カリナは2000年の1月11日から、自分自身の写真を毎日一枚ずつ撮ってきた。彼が19歳のときだった。ヴィデオでは2006年7月31日まで撮られた全ての写真を、時系列に沿ってすばやく連続して見せていく。背景に流れるのは音楽家カーリー・コマンドが演奏する自作のピアノ曲だ。初めからしまいまで切れ目なく続く画面では、完璧な無表情を通すカリナの顔が、一貫して中央に捉えられている。このヴィデオは最初少しの間、ヴィデオ共有サーヴィスのVimeoにアップロードされ、何ということもない反応を受けてしまった後、2006年8月27日にYouTubeにも投稿しなおされた。
"everyday"はケーブルTV局VH1の番組『ウェブ・ジャンク・20』のシーズン3の一編に採り上げられた。また2007年から、タイム・ワーナー傘下のインターネット・サービス・プロバイダであるロードランナー社のTVコマーシャルに使われている。加えて、"everyday"はニューヨーク・タイムズ紙でキース・シュナイダーによる2007年3月18日の記事にも採り上げられた。この記事ではエリゼ写真美術館〔所在地：スイスのローザンヌ〕のディレクター、 ウィリアム・A・ユーイングの言葉が引用されている。「ノアのヴィデオは普段知覚できるもの以上の現象世界を我々に差し出すが、彼自身が製作のために行ったこと自体はささやかなものだった。しかしどれほど多くの人々が、この作品の僅かな時間に心動かすことか。」『顔：新しい肖像写真』（テムズ&ハドソン社刊）の著者でもあるユーイングは続ける。「写真の歴史上、この作品に匹敵するものはない。」
2006年12月、カリナは、自身の隣に著名人たちを配して撮り上げた21葉の組写真をフリッカー(Flickr)に投稿した。彼は撮影のために、パリス・ヒルトンやランス・ベース、デヴィッド・ハッセルホフ、ジェナ・ジェイムソン、ウィアード・アル・ヤンコビックなどに参加してもらっている。これはVH1がカリナに依頼したもので、この年の賞授与イベント『VH1・ビッグ・イン・シックス・アウォーズ』の舞台裏で撮らせたものだ。式がテレビ放映された際には、これらの写真がコマーシャル挿入の直前と直後にお披露目された。
2007年5月までに、"everyday"はYouTubeで600万以上の閲覧を得て、最多閲覧から41番目という高位置につけている。多くのパロディ・ヴィデオが生み出され、肯定的、または否定的な見方からカリナの役柄を演じている。

## 批評的観点から
カリナのヴィデオ作品がYouTubeに登場するほんの少し前、アーリー・リー(Ahree Lee)という女性の手による、ほとんど同じ体裁で作られたもうひとつのヴィデオ〔"Me: Girl takes pic of herself every day for three years"〕が公開されていた。リーのヴィデオの方は多大な人気を得ることはなかったので、彼女の作品を知るユーザーたちはカリナが「彼女の衝撃的な作品を盗んだ」のだとやっきになって主張した。だがリーが写真収集に費やしたのは3年足らずのことであり、事実上カリナの方が早く始めたのである。したがって、彼はコンセプトをコピーしたわけではない。おそらく単なる偶然の一致から、彼ら個々で、同じ企画に没頭してきたのだ。とはいえカリナはワシントン・ポスト紙のライターとのインタビューで、リーの作品に触発されたことから自身の写真をまとめ上げ、オンライン上に公表してみたのだと語っている。
彼は〔自身のWEBサイト「ノア・K・エヴリデイ」内のFAQコーナーで〕、製作の間、他人が同じ企画を実行している可能性を自問したかという点に答えている。「もちろん、したよ。頭の中ではくっきりしたアイデアが出来上がっていて、企画に打ち込んでいた。3年以上続けたところで、他の人も同じ事をしていて、それを公表しているのを見つけてしまった。…で、彼は僕より前から始めていたんだ！ 彼、ジョナサン・ケラー(Jonathan Keller)に注目してくれ。立派なWEBサイトを作っていて、毎日自分を撮影する企画〔ヴィデオ化名は"Living My Life Faster - 8 years of JK's Daily Photo Project"〕では物凄い集成を拵えているんだが、他にも本当に驚くほど偏執的な写真の企画をこなしているんだ。」
多くのユーザーが、"everyday"の背景音楽はフィリップ・グラスの『眠っているトゥルーマン』に著しく似通っているとコメントを残している。これは1998年の映画『トゥルーマン・ショー』に使われた楽曲だ。